# ابن أبي عصرون
عبد الله بن محمد بن هبة الله التميمي، شرف الدين أبو سعد، ابن أبي عصرون (492 - 585 هـ = 1099 - 1189 م) فقيه شافعيّ، من أعيانهم. ولد بالموصل، وانتقل إلى بغداد، واستقر في دمشق، فتولى بها القضاء سنة 573هـ.
وعمي قبل موته بعشر سنين، وإليه تنسب المدرسة «العصرونية» في دمشق. من كتبه: «صفوة المذهب على نهاية المطلب» سبع مجلدات، و«الانتصار لما جرد في المذهب من الأخبار والاختيار» أربعة أجزاء، و«المرشد» مجلدان، و«الذريعة في معرفة الشريعة» و«التيسير» في الخلاف.